# Boomer's Adventure in ASMIK World
Boomer's Adventure in ASMIK World (てけてけ!アスミッくんワールド?, Teke Teke! Asmik-kun World) è un videogioco rompicapo pubblicato nel 1989 da Asmik Ace per Game Boy. Il videogioco ha ricevuto un sequel nel 1991.